# ZIIP
IBM System z Integrated Information Processor (zIIP) ist ein Spezialprozessor für die IBM-Großrechnermodelle der System z Familie.
zIIPs sind in der Lage, bestimmte Arbeiten von den regulären Prozessoren auszulagern, so dass die anderen Prozessoren entlastet werden. Der Anteil der auszulagernden Arbeit hängt dabei von der System-Komponente oder Middleware ab, die von dieser Technik Gebrauch macht. Zuerst wurden zIIPs von DB2 ausgenutzt. Mittlerweile kann eine wachsende Anzahl von Anwendungen auf zIIPs ausgeführt werden.
Der zIIP ist nicht speziell optimiert. Vielmehr handelt es sich um eine „normale“ z/Series-CPU, die durch Microcode-Änderungen nicht mehr in der Lage ist, andere als die relevanten Arbeiten auszuführen. zIIPs werden bei der Berechnung der Maschinenleistung (der sog. MSU-Rate) nicht mitgerechnet, wodurch die Softwarekosten reduziert werden können.
Ebenso laufen zIIPs immer mit maximaler Geschwindigkeit, während die übrigen CPUs unter Umständen je nach bestellter Rechnerleistung „gedrosselt“ werden.

## Nutzungsmöglichkeiten für DB2
Seit der DB2 z/OS Version 8 kann der zIIP benutzt werden, um bestimmte Verarbeitungen auf diesem Prozessor auszuführen.
- DRDA-Anforderungen
- Star Schema Tabellenzugriffe
- Verarbeitungen von Utilities wie z. B. LOAD, REORG und REBUILD
- Koordination der Parallelausführung von einzelnen SQL-Statements
- XML-Verarbeitung
- Netzwerk-Verschlüsselung (IPSec)